# Judy Baar Topinka
 (mars 2019).
Si vous disposez d'ouvrages ou d'articles de référence ou si vous connaissez des sites web de qualité traitant du thème abordé ici, merci de compléter l'article en donnant les références utiles à sa vérifiabilité et en les liant à la section « Notes et références ».
Judy Baar Topinka (née le 16 janvier 1944, et morte le 10 décembre 2014) est une femme politique américaine, membre du parti républicain, ancienne trésorière de l'Illinois (1995-2007) et candidate républicaine au poste de gouverneur en 2006. Elle est contrôleur de l'Illinois du 10 janvier 2011 à sa mort.

## Carrière politique
Topinka est membre de la chambre des représentants de l'Illinois pendant quatre années, ensuite elle siège au sénat de l'Illinois, de 1985 à 1995.
En 1994, elle est élue trésorière de l'Illinois, puis elle est réélue en 1998 et en 2002.
De 2002 à 2005, Judy Baar Topinka prend la direction du parti républicain de l'Illinois, rongé par les affaires de corruption et déstabilisé par l'inculpation du gouverneur républicain de l'époque, George Ryan.
Le 7 novembre 2005, Topinka annonce qu'elle ne se représente pas comme trésorière de l'état préférant être candidate à l'investiture républicaine pour le poste de gouverneur. Le 21 mars 2006, Topinka remporte l'investiture de son parti avec seulement 37 % des voix. Mais Topinka est finalement battue lors de l'élection générale, par le gouverneur démocrate sortant Rod Blagojevich.
Le 2 février 2010, avec un peu plus de 59 % des voix, Judy Baar Topinka remporte l'investiture républicaine pour le poste de contrôleur de l'Illinois. Le 2 novembre 2010, Topinka est élue contrôleur de l'Illinois.

### Positionnement politique
Topinka est une républicaine modérée et centriste, elle est pro-choix c'est-à-dire favorable à l'avortement et défend les droits des homosexuels.